# Shell (2012)
Shell ist ein Independent-Film und Drama von Scott Graham aus dem Jahr 2012. Er beschreibt eine Vater-Tochter-Beziehung „auf der Kippe zum Inzest“. Das Werk ist eine Adaption eines früheren Werkes, das Graham 2007 unter dem gleichen Namen bereits veröffentlichte.

## Handlung
Die 17-jährige Shell lebt mit ihrem Vater Pete in den schottischen Highlands. An einer wenig befahrenen Straße betreibt er eine kleine Tankstelle. Durch Reparaturen an Unfallfahrzeugen verdient er sich einige Pfund hinzu. Shells Mutter hat die Familie bereits vor vielen Jahren verlassen und so übernahm die Tochter den Haushalt. Sie bekocht ihren Vater, macht Wäsche und kümmert sich um ihn, wenn er einen epileptischen Anfall hat.
Ansonsten ist ihr gemeinsames Leben eher karg und wenig abwechslungsreich. Morgens fährt ein Lastwagen donnernd vorbei und weckt die beiden auf. Anschließend schraubt Pete an den Fahrzeugen, während Shell die wenigen Kunden der Tankstelle bedient. Darunter ist auch Hugh, der ab und an in die Gegend kommt, um nach der Trennung von seiner Frau seine Kinder zu sehen. Er schenkt eines Tages dem Teenager eine Jeans. Als Shell sie anprobiert, stellt er ihr nach und bedrängt er sie; Shell widersetzt sich und Hugh verlässt fluchtartig die Tankstelle. Der einzige Kontakt zu Gleichaltrigen besteht zu Adam, der im benachbarten Sägewerk arbeitet und ab und an im Pub seiner Mutter aushilft.
In der kargen Landschaft sind Vater und Tochter auf sich alleingestellt. Shell und Pete kämpfen täglich mit ihren Gefühlen füreinander, stets am Rand einer Grenzüberschreitung. Pete weiß, dass er sich von seiner erwachsen werdenden Tochter distanzieren muss, zumal sie seiner Frau immer ähnlicher wird. Eines Abends im Winter fällt die Heizung in der kleinen Wohnung aus. Er reagiert zunächst schroff, als Shell zu ihm ins Bett kommt, um sich aufzuwärmen. Schließlich willigt er aber ein und genießt die Zweisamkeit. Shells Beziehung zu Adam ist nicht minder kompliziert. Zwar schlafen die beiden ab und zu miteinander, eine Befriedigung empfindet Shell dabei jedoch nicht. Eines Tages kommt Adam zur Tankstelle und berichtet den beiden, dass er gekündigt wurde. Im Sägewerk sind Werkzeuge gestohlen worden und der Verdacht fiel auf ihn. Er bittet darum, bei Pete arbeiten zu dürfen. Langfristig wolle er sich ohnehin „etwas eigenes“ aufbauen, doch Pete weist ihn ab.
Eines Tages hält eine junge Mutter an der Tankstelle an und bittet darum, dass ihre kleine Tochter die Toilette benutzen darf. Als Shell entdeckt, dass das Mädchen ihre Puppe in der Tankstelle verloren hat, läuft sie dem Auto hinterher und kann ihr die Puppe zurückgeben. Anschließend legt sie sich in die Highlands und schaut verträumt in den Himmel. Pete sucht seine Tochter, kann sie jedoch entdecken. Er erleidet erneut einen epileptischen Anfall und wird von Shell bei ihrer Rückkehr aufgefunden. Während des Anfalls beißt er in Shells Hand. Sie beruhigt ihn, bringt ihn ins Bett und als beide dort liegen, küssen sie sich.
Pete wacht in der Nacht auf, sieht Shell und die Verletzungen an ihrer Hand. Er realisiert, dass er so nicht weiterleben kann. Er steht auf und wirft sich vor einen vorbeifahrenden Lastwagen. Nachdem der Krankenwagen sowie die Polizei wieder gefahren sind, ist Shell mit Adam alleine in der Tankstelle. Er versucht sie zu trösten. Erstmals hält ein Lastwagen an der Tankstelle. Shell betankt das Fahrzeug, steigt zu dem Fahrer in den Wagen und fährt mit ihm mit.

## Kritik
Die TV Spielfilm sieht, „die fast inzestuöse Nähe der beiden [Protagonisten] geht nicht mehr lange gut… Sehr kunstvoll und sehr entschleunigt.“ Das Schweizer Kinoportal „der andere film“, sieht in dem Werk „ein aufgewühltes und aufwühlendes Kammerspiel“ sowie einen berührenden, aufwühlenden, aber auch „gelegentlich verstörenden“ Film. Die Hörzu äußert sich ähnlich positiv und beschreibt den Film als ein „Ein wehklagendes Stück dunkler Poesie“. Sie hält den Film insgesamt für gelungen.

## Auszeichnungen
- 2014: Nominierung für die beste Regie beim British Academy Film Award
- 2014: Nominiert für die beste britische Nachwuchsregie beim London Critics’ Circle Film Award
- 2013: Chloe Pirrie für den Most Promising Newcomer beim British Independent Film Awards 2013
- 2013: Bester Debütfilm auf dem Brussels European Film Festival
- 2012: Nominierung für die beste Regie beim BAFA
- 2012: Nominierungen beim London Film Festival
- 2012: FIPRESCI-Preis für Graham auf dem Torino Film Festival